# جلال 3
جلال 3 هي آليات دفاعية، قتالية، وأمنية تصمم وتصنع من قبل هيئة التصنيع الحربي للقوات المسلحة اليمنية.

## المستخدمون
- اليمن

## انظر ايضًا
- قطيش 2